# Danmark (dokumentarfilm fra 2012)
 For alternative betydninger, se Danmark (flertydig). (Se også artikler, som begynder med Danmark)
Danmark er en dansk dokumentarfilm fra 2012 instrueret af Christian Haahr Jensen efter eget manuskript.

## Handling
Denne artikel mangler et handlingsreferat. Hjælp os med at skrive det.